# Collège de Juilly
 (septembre 2024).
Le collège de Juilly est un établissement d'enseignement, placé sous la tutelle de l'Oratoire de France, qui a fonctionné presque sans interruption de 1638 à 2012.
Situé à Juilly en Seine-et-Marne (France), à une trentaine de kilomètres au nord-est de Paris, il comprenait une école maternelle, une école primaire, un collège et un lycée. À l'origine réservé aux garçons, il était devenu mixte dans les années 1980 et accueillait des élèves, garçons et filles, en internat, demi-pension et externat. 

## Historique

### La légende des origines
En 470, sainte Geneviève accompagnée de sainte Céline s'arrête dans le village de Juilly. Selon la légende, elle s'y agenouille pour prier, faisant ainsi apparaître une source dont l'eau leur donna la force d'aller jusqu'à Paris. Cette source devient rapidement un lieu de pèlerinage où accourent de nombreux malades. Elle se trouve toujours au centre du collège, au pied de la statue de sainte Geneviève.

### L'abbaye
Autour de la source, les comtes de Dammartin créent un domaine qu'ils donnent en fief aux Garlande au début du XIIe siècle. En 1150, Agnès de Garlande, dernière héritière de cette famille, apporte le domaine en dot à Foucauld IV de Saint-Denis qui y fait peut-être ériger une chapelle en mémoire de leur fils Guillaume. Quelques années plus tard, il fait construire un prieuré afin d'y établir des chanoines réguliers de saint Augustin suivant la règle de saint Victor. L'acte de formation daté du 8 février 1176 (1177 dans notre calendrier actuel) est établi par Simon, évêque de Meaux.
En 1184, le prieuré est érigé en abbaye.
En 1251, Blanche de Castille, mère de saint Louis, décide d'y installer un orphelinat pour les enfants des chevaliers morts en croisade.
En 1358 et en 1418, l'abbaye fut brûlée et anéantie par, respectivement, la Grande Jacquerie et les batailles entre Anglais, Armagnacs et Bourguignons.[réf. nécessaire]
C'est en 1429 (elle est à Thieux le 13 août) ou 1430, (on lui prête la résurrection d'un enfant à Lagny cette année-là) que Jeanne d'Arc y aurait séjourné. Cependant, rien n'est certain car l'Abbaye est inoccupée jusqu'en 1436…
Nicolas Dangu, fut nommé abbé de Juilly alors qu'il était simple clerc du diocèse de Chartres. Il deviendra par la suite conseiller, maître des requêtes et chancelier du roi de Navarre Antoine de Bourbon, père d'Henri IV en 1555. C'est ainsi qu'Antoine de Bourbon vint sans doute souvent retrouver Nicolas Dangu à Juilly. Dangu entreprit de restaurer l'abbaye de 1552 à 1561, grâce à la munificence d'Henri II d'Albret (grand-père d'Henri IV), dont le cœur est aujourd'hui encore conservé dans la chapelle du collège. Dans cette chapelle, se trouve aussi toujours une statue agenouillée de Nicolas Dangu érigée en 1561.
En 1567, le successeur de Nicolas Dangu à la tête de l'abbaye fut brièvement Renaud de Beaune, qui renonça à cette charge lorsqu'il fut nommé évêque de Mende l'année suivante. Plus tard, il ralliera beaucoup d'évêques à la cause d'Henri IV et aura un rôle certain dans la conversion de ce dernier, dont il recevra, le 25 juillet 1593, l'abjuration dans l'église abbatiale de Saint-Denis. Il sera aussi de bon conseil pour la préparation de l’Édit de Nantes.
Henri IV vient certainement à Juilly en 1603.
En 1637, le dernier abbé de Juilly résigne son Abbaye décadente et en mauvais état en faveur des Oratoriens.

### Le collège de l'Oratoire de Juilly, académie royale sous l'Ancien Régime

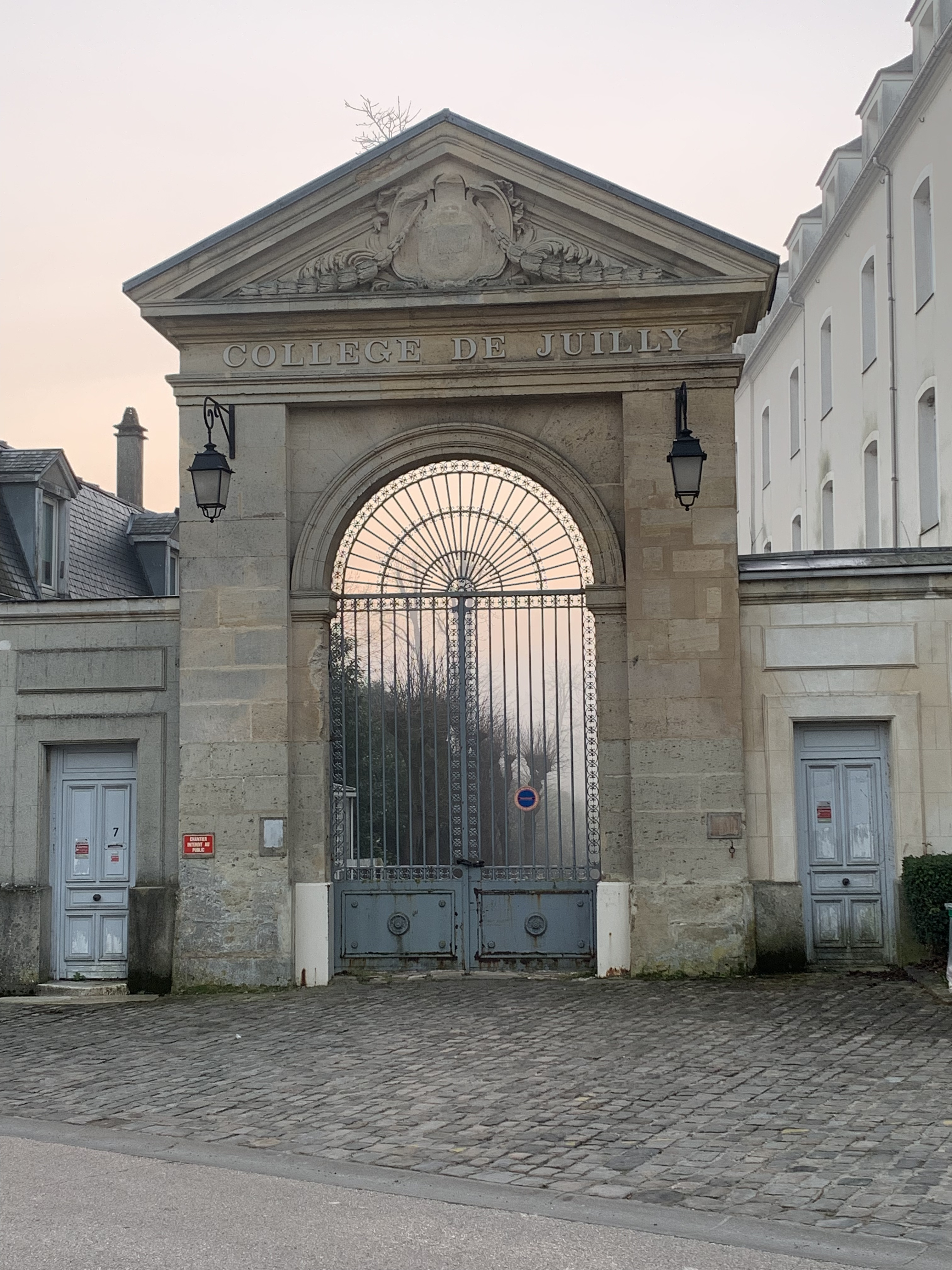
Porche d'entrée du collège de Juilly.

Les Pères de l'Oratoire, sous la direction de Charles de Condren, fondent alors le collège en 1638.
Louis XIII désirait à cette même période fonder un collège qu'il pourrait visiter régulièrement pour l'éducation des fils de la noblesse française, qui tombait sur les champs de bataille mais n'était selon lui pas toujours assez attachée à son roi (la Fronde le confirmera). Le collège reçoit donc, vraisemblablement par le biais de lettres patentes, le titre d'Académie Royale. Ainsi, encore aujourd'hui, le blason du collège de Juilly associe les armes de France (fleurs de lys) à celles de l'Oratoire (Iesus Maria entouré d'une couronne d'épines).
Dès le commencement, le collège propose des méthodes d'enseignement innovantes, suivant en ceci l'esprit qui règne dans tous les collèges de l'Oratoire : les élèves sont encouragés à participer en classe, par exemple, on enseigne le latin à l'aide de grandes cartes imprimées en couleurs (dès 1642)… La devise du collège (Orior en latin, « je m'élève ») reflète la vision longtemps d'avant-garde de l'Oratoire en matière d'éducation : privilégier l'intelligence sur la simple mémoire, l'intérêt sur la coercition, et respecter l'individualité de l'élève, tout en conservant la sévérité et les exigences nécessaires à une bonne éducation.
Jacques-Bénigne Bossuet, alors évêque de Meaux, séjourne au Collège en 1689, 1692, 1696 et 1697.

### Vendu comme bien national sous la Révolution et l'Empire
La Révolution apporte à la vie du collège un certain nombre de difficultés.
L'obligation du serment du clergé, votée par l'Assemblée les 12 juillet et 27 novembre 1790, est la première d'entre elles. Un seul ecclésiastique, le père Élysée Prioleau, accepte de prêter serment le 16 janvier 1791. Il sera le supérieur du collège jusqu'en 1809.
Vient ensuite la loi du 18 août 1792, qui supprime les congrégations séculières. L'Oratoire n'existe donc plus. Quinze jours après la distribution des prix d'août 1792, une foule pénètre dans le collège sous les ordres d'un commissaire du Directoire de Meaux, brise les portes de la chapelle, mutile sa croix, ses vases, ses flambeaux, entasse ses ornements, ses tableaux et les bois sculptés de ses stalles anciennes dans la grande cour et en fait un feu de joie, autour duquel les élèves sont contraints de chanter la Carmagnole. Les corridors, qui portaient les noms de Bérulle, de Condren, de Saint Thomas d'Aquin et de Bossuet, furent renommés Robespierre, Marat, Saint-Just, Billaud et Couthon.
En 1793, le collège sert pour la première fois d'hôpital pour les blessés des armées du Nord et du Rhin. Les quelques élèves qui restent, notamment ceux qui étaient originaires des colonies d'Amérique, sont congédiés à la suite de la disette de 1794.
Après la réaction thermidorienne, le collège est mis en vente comme bien national. Il manque alors être acheté par la Bande noire, mais il semble que l'on doive à Fouché, qui avait été brièvement professeur de mathématiques à Juilly (1787-1788), qu'il n'en fût rien.
Les bâtiments, quant à eux, ne furent pas trop atteints et dès 1796, on fit revenir les élèves. De plus, la bienveillance du Premier Consul, qui avait visité au collège son frère Jérôme du temps où celui-ci y était élève, aida au retour de la fortune de Juilly. Le collège devient ainsi l’« institution de Juilly » en 1809.
Un décret signé par Napoléon le 29 août 1813 à Dresde en fait un véritable « lycée ».
En 1814, les cosaques pillent le collège. La chute de l'Empire marque aussi la fin de l'usage de toute autre appellation que celle d'« institution ». « Académie royale » et « collège royal » n'ont donc dès lors plus cours. Le nom « maison de Juilly » sera imprimé jusqu'en 1828 sur les circulaires, puis, à partir de 1829 est repris celui de « collège de Juilly ».

### AuXIXesièclesous la Restauration

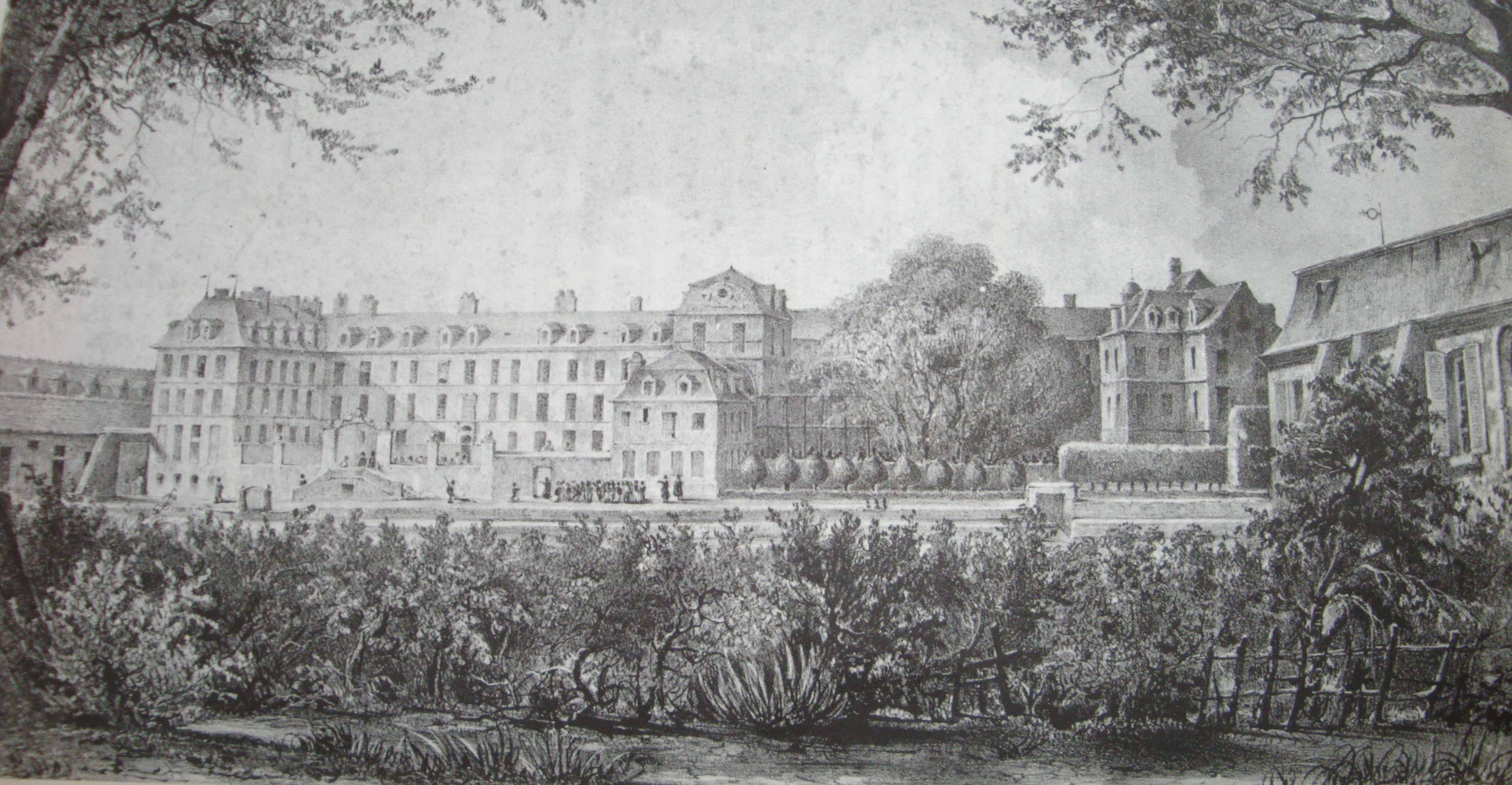
Le collège, gravure de 1824.

Le 6 janvier 1815, trois prêtres, anciens oratoriens, rachètent le collège : les pères Crénière, Lombois et Sonnet. La discipline est rétablie, les élèves sont nombreux. Puis le père Crénière, par ailleurs maire du village, meurt au mois d'octobre. Préoccupés de l'avenir du collège, les deux propriétaires restants décident d'en faire l'objet d'une société tontinière en s'adjoignant pour associés les autres pères de l'Oratoire ainsi que deux laïcs. Le but est de doter la France, à perpétuité, d'une maison libre d'enseignement chrétien.
Mais après la mort des pères Lombois et Sonnet, la division s'installe dans le conseil de la société.

### Les abbés de Scorbiac et de Salinis (1828-1840)
Les difficultés à relever le collège et à faire revivre l'oratoire ont des répercussions sur la vie du collège : discipline relâchée, faiblesse des études, mésententes entre les maîtres, montant accru de la dette (le remboursement des intérêts n'est plus assuré), etc. Le nombre d'élèves, qui s'était élevé à plus de 240 en 1824, n'est plus que de 75 en 1828. Il faut donc céder le collège. Pierre-Antoine Berryer, qui a été informé de la volonté des abbés Casimir de Scorbiac et Antoine de Salinis de fonder un vaste établissement d'enseignement libre et religieux, leur parle de Juilly. Le collège est cédé le 12 juillet 1828. Les deux abbés s'engagent à en perpétuer l'esprit, bien que n'étant pas eux-mêmes oratoriens.
Dès Pâques 1829 plus de trois-cents élèves sont inscrits, témoins du dynamisme, de la passion et de la compétence qui sont immédiatement reconnus à la jeune équipe. Malheureusement, les Trois Glorieuses obligent à interrompre les études, et l'année suivante le nombre d'élèves est réduit de moitié.
On cherche alors à transmettre le collège à une congrégation enseignante pour assurer, une fois de plus, l'avenir à long terme du collège. Or à cette époque, les Jésuites sont expulsés et les autres congrégations sont toujours sous le coup des lois révolutionnaires. On se tourne donc vers une congrégation en voie de formation, la congrégation de Saint-Pierre, fondée en 1828 par Félicité de La Mennais. L'Abbé de Salinis y compte en effet beaucoup d'amis.
Pendant 10 mois (novembre 1830 à septembre 1831), la communauté de la Chênaie, dirigée par F. Lamennais se rend à Juilly, pour occuper des places dans l’enseignement et dans l’administration du collège. De 1831 à 1832, quelques clercs et prêtres du noviciat de Malestroit restent au collège de Juilly. C'est ainsi au collège qu'en 1830 sont jetées les bases de l'Agence générale pour la défense de la liberté religieuse. Le premier acte de cette agence est de présenter aux Chambres une pétition en faveur de la liberté d'enseignement et d'en provoquer trois cents autres semblables dans les départements. Tout ceci entame le processus qui aboutit, vingt ans plus tard, à l'adoption de la loi Falloux.
L'exagération des idées politiques de Lamennais et la violence de ses polémiques empêchent cependant les abbés de Scorbiac et de Salinis de lui abandonner le gouvernement du collège. En effet, l'encyclique Mirari Vos, du 15 août 1832, entraîne la suppression de l’Avenir, la disparition de l’Agence et la dissolution de la congrégation de Saint-Pierre.
La période allant de 1828 à 1841 reste néanmoins l'une des plus flamboyantes du collège. En 1835, les abbés de Scorbiac et de Salinis fondent avec l'abbé Gerbet la revue de L'Université catholique, tendant à grouper les penseurs et savants chrétiens capables de montrer l'adaptation de la religion pour résoudre les problèmes de l'époque contemporaine. Auprès des élèves, l'accent est mis sur la responsabilité personnelle. Ceux dont les travaux ont été appréciés font partie de la conférence des hautes études, où ils s'initient à prendre la parole en public et à répondre à leurs contradicteurs (dialectique). Les intéressés, au nombre desquels on trouve Félix Esquirou de Parieu, reconnurent souvent par la suite la contribution que cela apporta à leur formation morale, littéraire et scientifique.
Par ailleurs, les maîtres sont soudés et de qualité : on y trouve l'abbé Bourgeat qui écrira plus tard deux volumes d'Histoire de la Philosophie, le Père Theiner qui deviendra bibliothécaire du Vatican, ou encore F. Passot inventeur d'une turbine qui, dans l'industrie, sera connue sous son nom propre.

### La Société de l'abbé Bautain (1841-1867)
L'abbé de Salinis souhaite que la revue L'Université catholique serve de lien moral entre les anciens élèves du collège et avec d'autres maisons d'éducation de quelque importance. Il trouvera dans la Société des prêtres de Saint-Louis, dirigée par l'abbé Bautain, venu de Strasbourg à la suite du conflit qui l'opposa à l'évêque de cette ville, des collaborateurs à cet effet.
En 1840, les abbés Bautain, de Bonnechose, Ratisbonne et Jules Level entrent dans la société tontinière. Dès la rentrée 1840, l'abbé de Bonnechose prend la direction du collège, puis la cède l'année suivante à l'abbé Carl.
Certains membres de la communauté de Strasbourg s'éloignent rapidement du collège pour remplir d'autres tâches. Alphonse Gratry, notamment, part relever le collège Stanislas de Paris, avant de devenir l'aumônier de l'École normale et enfin, en 1852, d'aider le père Pététot à restaurer l'Oratoire.
Les abbés de Scorbiac et de Salinis quittent Juilly définitivement le 18 mars 1841, avant de se rendre à Rome et de se voir confier la direction de l'établissement de Saint-Louis-des-Français.
Au collège, la discipline générale retrouve une nouvelle fermeté désirable sous la main énergique de l'abbé Goschler. La nouvelle division de Minimes est créée pour accueillir des élèves de moins de neuf ans.
L'ouverture de la ligne de chemin de fer Paris-Soissons à partir de 1860 modifie les habitudes, en permettant un contact plus fréquent avec les familles. L'abbé Eugène Maricourt, qui avait été préfet des études et professeur de théologie et de philosophie au collège, en assure la direction de 1864 à 1868.
L'Oratoire renaît en 1852. De manière surprenante, toutefois, le nouvel Oratoire ne manifeste aucun empressement à entrer en possession du plus beau joyau de son patrimoine, ce qu'il fait néanmoins le 13 mai 1867.

### La reprise en main par le nouvel Oratoire (à partir de 1867)
Les pères de l'Oratoire reprennent la direction de Juilly. Ce transfert se fait par l'entreprise de l'association des anciens élèves du collège qui avait fondé, deux ans auparavant, en 1865, une société par actions capable de racheter la propriété de la vieille maison.
Six pères oratoriens, les pères du Fougerais, Brulé, Bannache, Thédenat, Olivier et Laberthonnière assurent successivement la direction de l'établissement jusqu'en 1903.
Il faut notamment retenir de cette période l'édification, de 1887 à 1889, de la chapelle actuelle et, juste en dessous d'elle, de la salle des Bustes.

### AuXXesiècle: la dissolution des congrégations
En 1903, sous le ministère d'Émile Combes, les congrégations religieuses chargées de l'enseignement catholique sont dissoutes en France. Les Oratoriens se dispersent, et la direction du collège est reprise successivement par deux prêtres du diocèse de Meaux, les chanoines Thibault et Grangier.
Les familles s'interrogent sur le devenir de l'établissement, le nombre d'élèves diminue à 80 en 1908, contre encore une centaine en 1903. L'année 1911 est particulièrement difficile, où l'on signale chez les grands de l'indiscipline, voire du vandalisme. D'autre part, un conflit s'élève entre le directeur et le conseil d'administration. C'est alors que l'abbé Henri Tessier est accueilli comme le sauveur du collège en janvier 1912 ; mais il meurt un an plus tard.

### Le relèvement
L'abbé Sabatier, ancien oratorien, est alors appelé à sa suite. Dans un discours lu au banquet des anciens en mai 1913, il explique qu'on lui avait pourtant écrit : « Juilly, c'est un passé brillant, unique, triomphal, mais c'est le passé et vous avez autre chose à faire qu'à vous claquemurer dans un tombeau, fût-il un mausolée magnifique. Chacun de vos pas y éveillerait des ombres illustres, mais des ombres. Vous y vivriez de souvenirs et de contemplation et il vous faut, il nous faut, de l'action. Sur vous pèserait la mélancolie d'un collège tout recueilli dans le culte de ses gloires et le silence de grands hommes de pierre couchés sur un lit de drapeaux. Quel serait le sujet imposé, inévitable, de tous vos discours ? Que donneriez-vous dans tous vos toasts, dans toutes vos allocutions, si ce n'est quelque oraison funèbre ou quelque panégyrique ? Ayez les yeux fixés sur l'avenir ; n'allez pas dans un collège où les bandelettes sacrées d'une tradition, d'autant plus immobile qu'elle est plus respectable, vous ligoteraient étroitement. Partout vous marcheriez sur la trace de quelqu'un ; toutes les allées, tous les chemins sont des chemins battus. Nos enfants et la France du XXe siècle ont d'autres besoins que les enfants et la France des XVIIe et XVIIIe siècles. Instaurez, mais ne restaurez pas ! »
Le père de Givry commente ainsi cette citation : « Tels étaient en effet les sentiments de bien des amis, parents, professeurs, ou même pères de l'Oratoire. Tels sont encore les avis de ces bons conseilleurs de toujours qui confondent volontiers durée et vieillesse, et ne veulent trouver de jeunesse que dans la nouveauté. »
Mais telle n'était pas l'opinion du père Sabatier. De fait, de 1913 à 1930 le collège connaît une époque de redressement et de vigueur : « Une nouvelle sève était venue revivifier le vieil arbre séculaire. »

### La Première Guerre mondiale

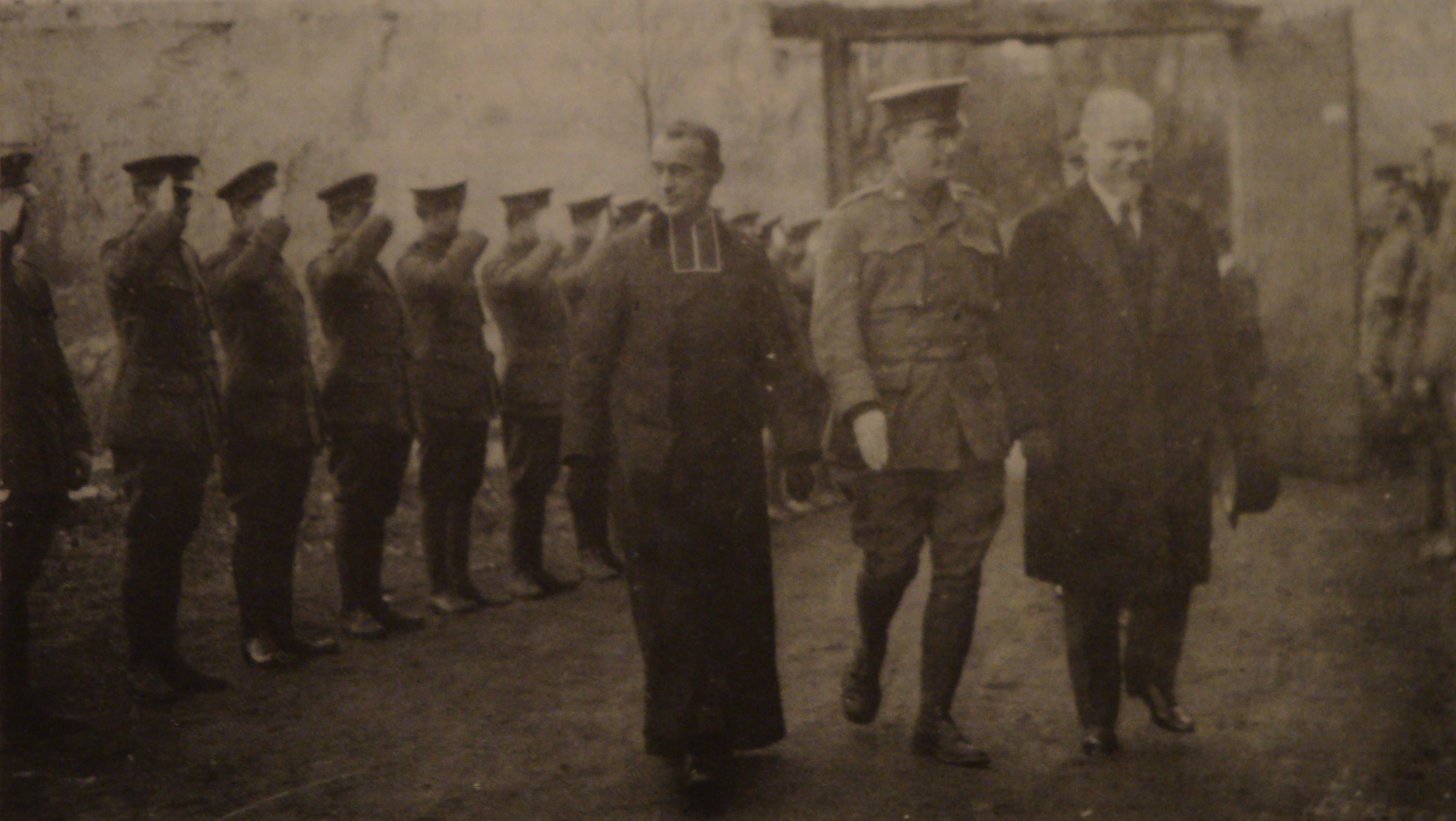
Le président Poincaré (à droite) à Juilly le 23 mars 1915.

Pendant la Première Guerre mondiale, sur proposition du père Sabatier, on ouvre dans la salle des Bustes une vaste chambre d'hôpital, tandis que le réfectoire des maîtres, blanchi au ripolin, devient une salle d'opérations. Puis trois dortoirs, d'autres salles d'opérations et une salle de radiographie sont ouvertes, faisant du collège une antenne de la Croix-Rouge américaine (des médecins de New York arrivent pour y exercer).
Le président de la République, Raymond Poincaré, est reçu au collège le 23 mars 1915.
Une activité scolaire presque normale perdure jusqu'en 1918. Au mois de mars de cette année, les grandes offensives allemandes ramènent l'ennemi plus près de Juilly. Le 19 avril, cent vingt-deux élèves quittent le collège pour celui de Pontlevoy, qui avait accepté quelques semaines auparavant d'accueillir les Juliaciens en cas de besoin. Au mois de juin, l'ensemble du collège est mis à la disposition de la Croix-Rouge américaine, qui y installe quinze tentes et mille lits et y soigne notamment des victimes de la bataille du bois Belleau.

### L'entre-deux-guerres

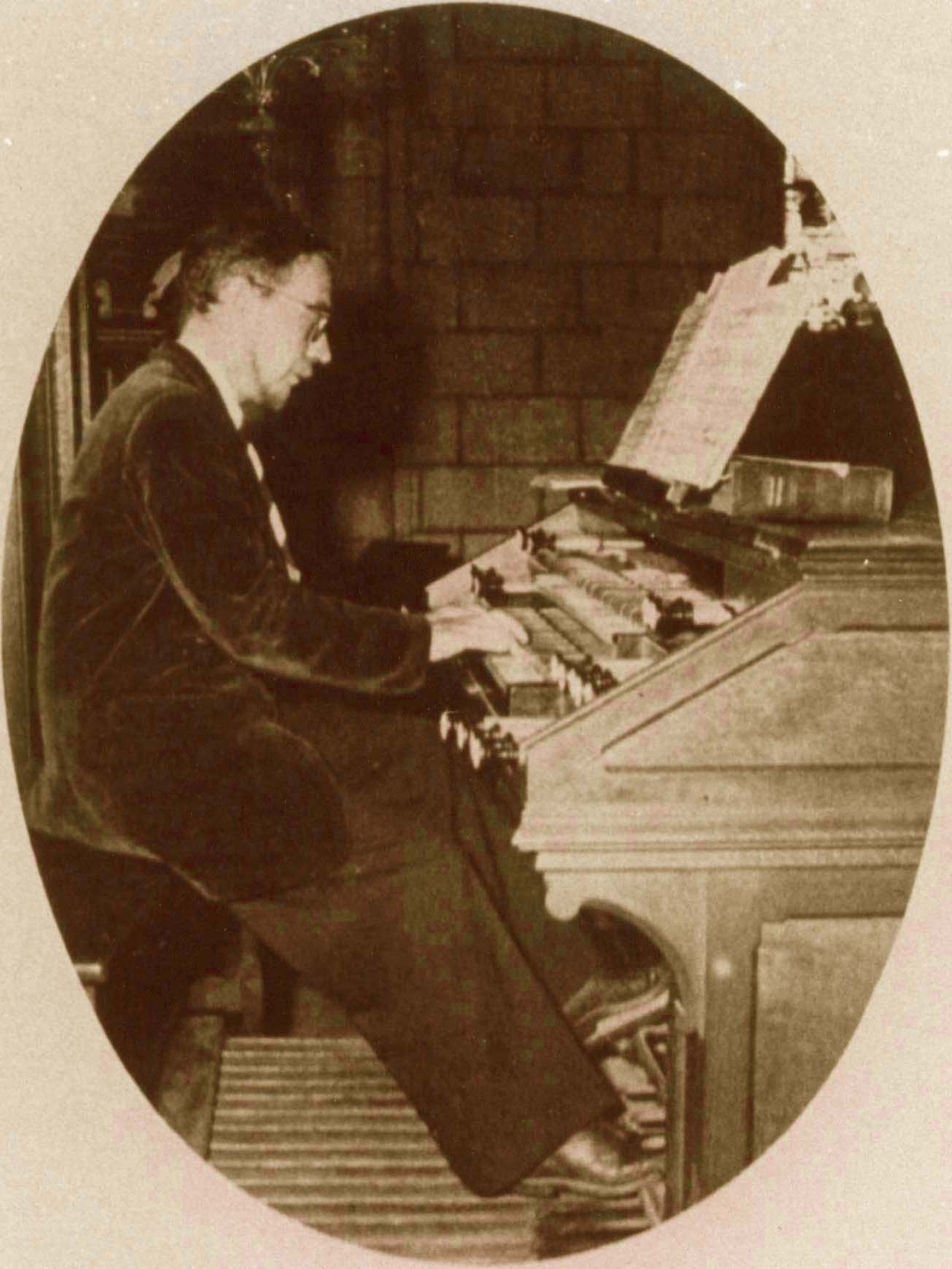
Raphaël Fumet à l'orgue Cavaillé-Coll de la chapelle.

La guerre terminée, il faut restaurer l'intérieur de la plupart des bâtiments du collège, ainsi que de nombreuses toitures. On complète en outre le chauffage installé par l'ambulance américaine, et l'éclairage électrique est développé.
À la chapelle, les chapelles latérales du transept sont dotées de vitraux évoquant les deux patronnes de Juilly : Sainte Geneviève et Jeanne d'Arc. Un orgue de salon Cavaillé-Coll, venant d'un château de Sologne, est par ailleurs acheté en 1925 et placé à la tribune. Il fera la joie de M. Vannson, professeur de piano et d'orgue, et de tous ses successeurs. Raphaël Fumet, né à Juilly, fils du compositeur Dynam-Victor Fumet et frère de Stanislas Fumet, sera l'un des plus notables d'entre eux.
L'autre grande amélioration de cette période est la construction de la bibliothèque en 1928, grâce au don d'un ancien élève et réalisée par l'architecte Henry Faucheur (1889-1961).
En 1930, le père Sabatier, après près de trente ans passés au collège, en laisse la direction au père Hulin. Ce dernier conserve précieusement l'héritage de son éminent prédécesseur. En 1934, cependant, l'ensemble des responsables juge qu'il faut renvoyer la plupart des élèves les plus âgés afin de résoudre la crise qui éclate. Un bon nombre d'élèves n'obéit en effet plus et demande ouvertement la démission du supérieur pour réagir à l'exclusion de l'un de leurs camarades. Le père Hulin, victime plus que responsable de la révolte des élèves, doit néanmoins quitter le collège.
Pour refaire l'unité du corps professoral et redonner confiance aux familles, l'Oratoire choisit alors de confier la direction de l'établissement au père Ponsard qui restera à ce poste jusqu'en 1946. C'est donc sous sa direction que sont données les fêtes du tricentenaire du collège, les 22 et 29 mai, ainsi que les 12 et 26 juin 1938.

### 2012, la fermeture
Dans les années 1980-1990, le collège scolarise un millier d'élèves, parmi lesquels 600 garçons en internat.
Après plusieurs années de difficultés financières, l'établissement est placé en redressement judiciaire en mars 2012. Le 16 mai 2012, le tribunal de grande instance de Meaux, constatant que « L’Ogec et l’Oratoire de France n’arrivent à s’entendre ni sur les orientations pédagogiques à privilégier pour attirer de nouveaux élèves, ni sur la désignation d’un chef d’établissement capable de remobiliser l’équipe éducative, ni sur les restructurations nécessaires », prononce la liquidation judiciaire de l’établissement. L'établissement ferme ses portes le mercredi 4 juillet 2012.
En 2016, un projet de réouverture du collège est abandonné. En 2018, les bâtiments sont dans un état de délabrement avancé, la cour d'honneur est en friche, la bibliothèque abritant des milliers d'ouvrages est vandalisée.
Après avoir été  Inscrit MH (2021, partiellement), l'ensemble immobilier est réhabilité et transformé en 216 logements par le promoteur Histoire et patrimoine de 2021 à 2025. La chapelle est cédée à la commune et le pigeonnier sera rénové,.

## Patrimoine culturel
La cloche du collège, refondue dans sa forme primitive en 1849 par le fondeur Hildebrand, est classée à l'inventaire des monuments historiques depuis le 2 octobre 1942, de même que l'horloge datée de 1596 et la statue funéraire en marbre de Mgr Nicolas Dangu, classée le 29 janvier 1935 ainsi que le tombeau (gisant) en marbre du cardinal de Bérulle, dû au sculpteur Jacques Sarrazin. Les bustes de la Salle des Bustes ont aujourd'hui disparu.
Le collège possède une très belle bibliothèque qui comprend notamment une reproduction de la déclaration d'indépendance des États-Unis, qui fut offerte à La Fayette, ainsi que l'Encyclopédie de Diderot et d'Alembert dans son édition originale. En 2018, elle est vandalisée et des milliers d'ouvrages disparaissent. La chapelle menace de tomber en ruine.
Le parc du collège est pré-inventorié à l'inventaire général du patrimoine culturel de la France depuis le 31 juillet 2003 pour ses jardins remarquables. Il n'est plus entretenu depuis 2012 et retourne à l'état sauvage.
Un projet immobilier de réhabilitation des bâtiments a été monté par la société Histoire & Patrimoine, qui a obtenu un permis de construire pour l'aménagement de 217 logements prévus pour 2025.

## Directions
- L'abbé Crenière : 1813[2]
- Congrégation de l'Oratoire : 1815[2]
- Les abbés Casimir de Scorbiac et Antoine de Salinis : 1828 à 1841[2],
  - L'abbé de Bonnechose : 1840 à 1841
  - L'abbé Carl : 1840-1867[2].
- Congrégation de l'Oratoire : de 1867 à 1903[2]
  - L'abbé Eugène Maricourt[2] : 1864 à 1868,
  - Lucien Laberthonnière : 1900 à 1903[2],
- Le père Sabatier : jusqu'en 1930
- Le père Huli : 1930
- Le père Ponsard : jusqu'en 1946.
- Daniel Chapellier : 1983 à 1995[21]
- François Combescure : 1995 à 2000
- Bernard Lagaillarde : 2000 à 2010 (?)
- Catherine Torras : 2010 à 2012

## Anciens élèves
Contrairement à une idée répandue parmi les Juliaciens, peut-être du fait de l'existence d'un bâtiment portant son nom, Jean de La Fontaine ne fut pas élève au collège (ses années d'études restent d'ailleurs assez mal connues de ses biographes). Néanmoins, âgé de vingt ans, il y séjourna auprès du père de Verneuil (alors supérieur de l'Académie royale) pendant l'été 1641, soit peu de temps après être entré à l'Oratoire. Le nom du bâtiment précité est donc dû à son éventuel séjour cette année-là. Une légende pittoresque attribue à l'illustre hôte une chambre au deuxième étage, d'où il aurait pris l'habitude de faire descendre le long d'une corde de la mie de pain pour la volaille de la basse-cour.
Les dates entre parenthèses, lorsqu'elles sont données, correspondent aux années passées à Juilly.

### Dans le domaine académique

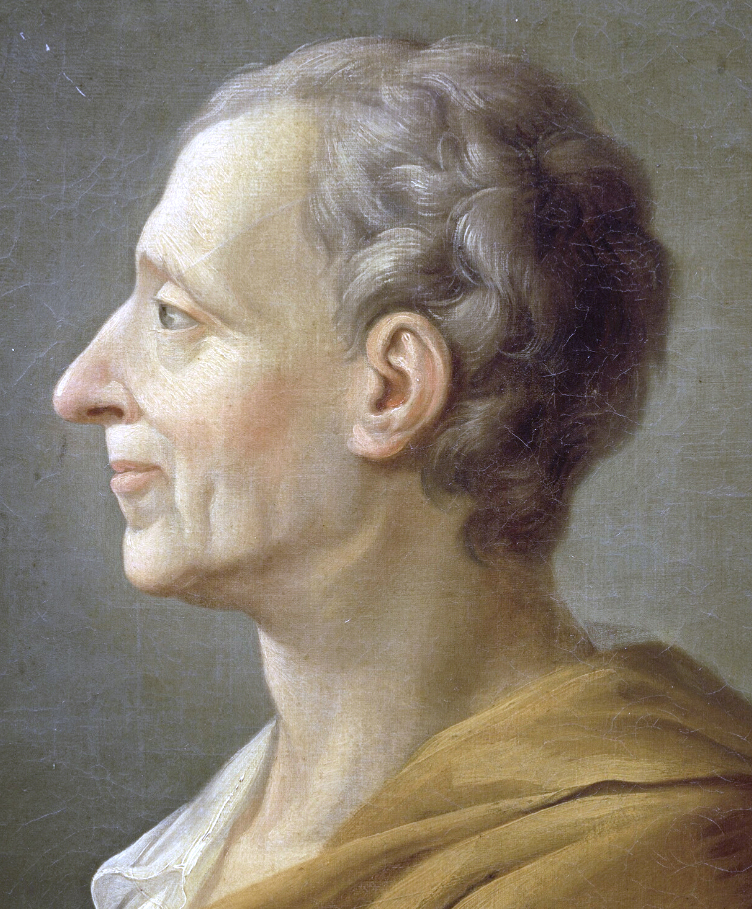
Montesquieu, élève à Juilly de 1700 à 1705.

- Henri de Boulainvilliers (1669–1674)
- Charles de Montesquieu[Note 5],[Note 6] (1700–1705)
- Jean-Jacques Bel (1702–1711)
- Louis-Gabriel de Bonald[Note 6] (1768–1772)
- Amédée Pichot (1795–1877)
- Philippe Le Bas[22] (1806–1810)
- Claude Sosthène Grasset d'Orcet (1828–1900)
- Paul Marmottan (vers 1865–1874)[23]
- Stanislas Fumet (1900–1907)
- André Bourgeois, professeur de littérature (1902–1994)
- Jean Fourastié (1912–1925)
- Alexandre de Fauris de Saint-Vincens, magistrat, archéologue, numismate et homme politique français (1750–1819)

### Militaires
- Pierre de Montesquiou d'Artagnan (1640/45-1725), militaire français. Mousquetaire du roi, il est élevé au rang de maréchal de France en 1709. Il fut élève de 1655 à 1660.
- Claude Louis Hector de Villars[Note 5],[Note 6], maréchal de France (1664-1668?)
- le duc d'Antin (1677–1681)
- Jacques Fitz-James, duc de Fitz-James et de Berwick, maréchal de France[Note 6] (1677–1682)
- Pierre Passerat de La Chapelle (1734–1805)
- Louis Marie de Narbonne-Lara
- Baron Jean-Jacques Desvaux de Saint-Maurice, général commandant de l'artillerie de la Garde Impériale (1786–1790)
- Guy-Victor Duperré[Note 6] (1783–1787)
- Louis-Gaston de Sonis[Note 2],[Note 6] (1838–1841) (héros de la bataille de Loigny en 1870)
- Louis Brière de l'Isle[Note 6] (1839–1841)
- Boniface de Castellane
- Abel Bergasse Dupetit-Thouars[Note 6] (1841–1845)
- Pierre Paquier, général (1903-1980)

### Hommes politiques

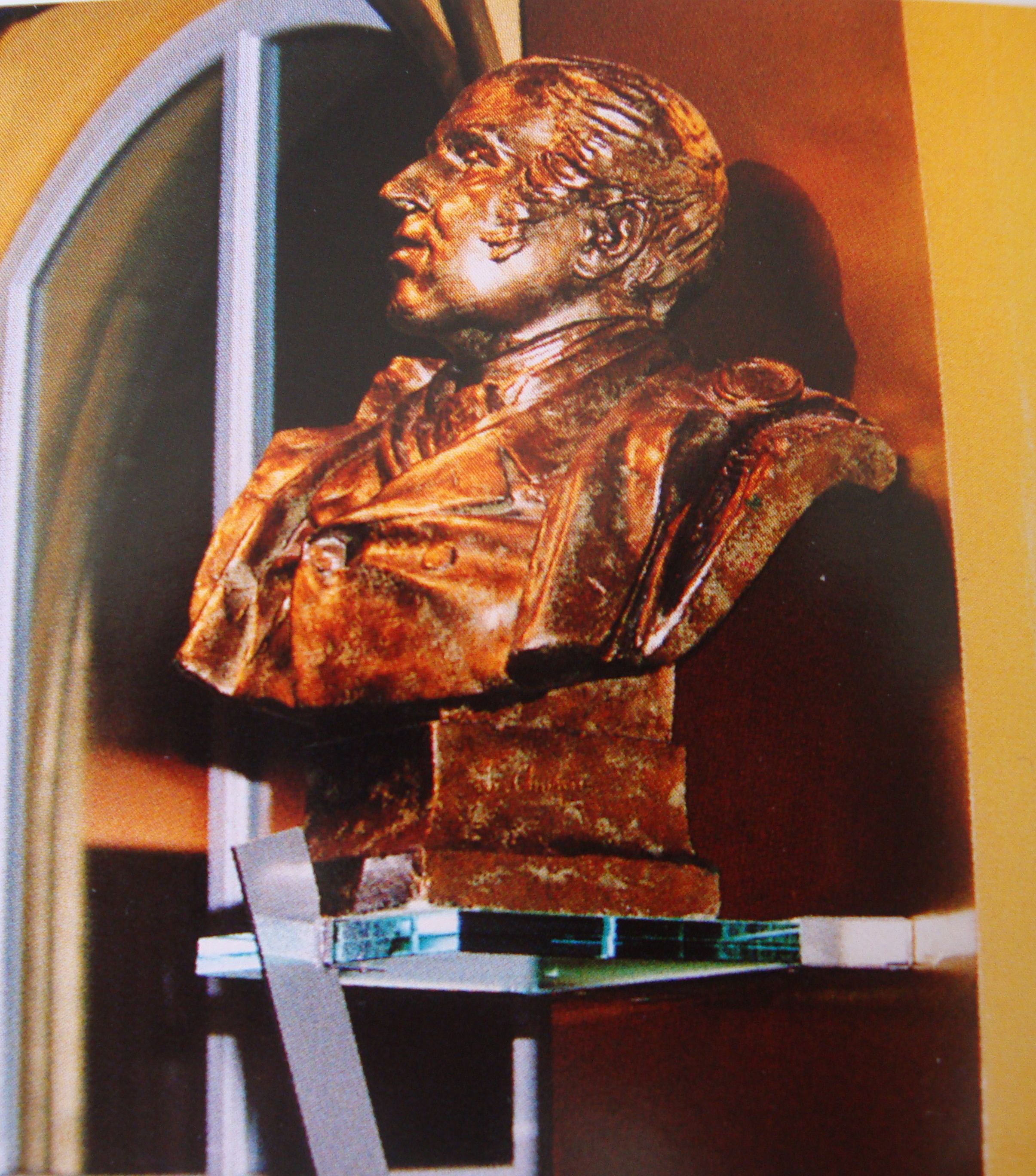
La salle des Bustes contenait avant 2012 les bustes de certains des anciens élèves les plus illustres. Ici, celui de Berryer.

- François-Armand de Saige (°1734–1793)
- Pierre-Victor Malouet[Note 6] (°1740–1814, élève 1754–1756)
- Louis de Bonald[Note 6] (°1754–1840), philosophe
- Baron de Clootz (°1755–1794, élève 1764–1765), révolutionnaire
- Jacques Faget de Baure (°1755–1817)
- Adrien Duport (°1759–1798)
- Alexandre de Laborde (1773–1842)
- Marie-Jean Hérault de Séchelles (°1759–1794), révolutionnaire
- Alexandre de Beauharnais (°1760–1794) [réf. nécessaire]
- Joseph Le Bon (°1765–1795), oratorien, révolutionnaire
- Étienne-Denis Pasquier[Note 6] (°1767–1862, élève 1778–1781)
- Eusèbe de Salverte (°1771–1839)
- Jérôme Bonaparte[Note 2] (*1784–1860, élève 1797–1798)
- Pierre-Antoine Berryer[Note 2],[Note 6] (°1790–1868, élève 1797–1806)
- Stanislas d'Escayrac Lauture (°1826–1868)
- Louis Reybaud (élève 1813–1815)
- Félix Esquirou de Parieu (élève 1830–1831)
- René Stourm (élève 1848–1855)
- Guillaume Desazars (1754–1831)
- Jules Chagot (1801–1877)
- Louis Edmée Barthélemy Bailly de Juilly[réf. nécessaire]

### Ecclésiastiques
- Xavier de Mérode[Note 6] (1834–1838)
- Joseph Marie Terray (1724–1730)
- Jacques Nicolas Colbert (1663–1668)

### Scientifiques
- Vaucanson (1717–1721)
- Émile Clapeyron (1808–1814)
- Jean-Dominique Cassini (1759–1764)

### Poètes
- Auguste Marseille Barthélemy (1808–1810)
- Gustave Le Vavasseur[Note 6] (1833–1837)
- Charles-Julien Lioult de Chênedollé (1781–1787)

### Musiciens
- Alexandre Choron
- François-Joseph-Marie Fayolle
- Antoine Dauvergne (1722–1724)

### Peintres
- André Dignimont (avant 1907)
- Hastaire (1955-1965)

### Contemporains
- Claude Brasseur (1950–1954)
- Philippe Noiret
- Jean-Jacques Debout
- Alain de Greef
- Jean-Paul Goude
- Jacques Mesrine
- Jean-Louis Swiners[réf. nécessaire]
- Michel Hidalgo[réf. nécessaire]
- Michel Polnareff (1958–1959)
- Jean-Pierre Castaldi
- Hubert Henno
- Grégoire Leprince-Ringuet
- Joël Calmettes
- Claude Grunitzky
- Roger Zabel
- Francis Giacobetti[24]

## Anciens professeurs
- Louis Bouyer
- Georges Le Bidois
- François Duine